# Сухобезводное (рабочий посёлок)
Сухобезво́дное — посёлок городского типа в городском округе Семёновский Нижегородской области России. Административный центр административно-территориального образования Рабочий посёлок Сухобезводное, в котором присутствует муниципальное образование. 

## История
В 1927 году строится железнодорожная станция Сухобезводное Горьковской железной дороги. Станция и располагающийся здесь посёлок получили название по располагающейся рядом деревни Сухобезводное.
Посёлок возник в 1930-х годах в связи с развёртыванием лесозаготовок Унжлага. В Сухобезводном размещалось управление Унженского исправительно-трудового лагеря. Статус посёлка городского типа с 1944 г.
После проведения муниципальной реформы в России был административным центром городского поселения, а с преобразованием Семёновского района в городской округ Семёновский является административным центром административно-территориального образования Рабочий посёлок Сухобезводное.

## Население
| 2002  | 2008  | 2009  | 2010  | 2012  | 2013  | 2014  | 2015  | 2016  |
| ----- | ----- | ----- | ----- | ----- | ----- | ----- | ----- | ----- |
| 6748  | ↘6414 | ↘6333 | ↗6376 | ↘6245 | ↘6152 | ↘6149 | ↘6078 | ↘6049 |
| 2017  | 2018  | 2019  | 2020  | 2021  |       |       |       |       |
| ↘6009 | ↘5970 | ↘5892 | ↘5871 | ↘4688 |       |       |       |       |

## Экономика
В посёлке работают предприятия лесной промышленности, в том числе ООО «Груп Дельта Инвестментс», занимающаяся производством фанеры марок ФСФ, ФБВ, ФОБ. Действуют исправительно-трудовые колонии. В Сухобезводном имеется месторождение кварцевых песков.
ООО «Кварцевые пески» — современный горно-обогатительный комбинат, осуществляющий добычу и обогащение кварцевого песка на Сухобезводненском месторождении Нижегородской области.
Запасы месторождения составляют более 55 млн тонн кварцевого песка.
Фабрика по обогащению песка запущена в 2013 году, мощность фабрики по выпуску обогащённого кварцевого песка составляет 400 тысяч тонн в год.   

## Транспорт
Железнодорожная станция Сухобезводное на современном ходе Транссиба с ответвлением на Унженскую железную дорогу.